# Vignano
Vignano (Vinjan in sloveno) è una località italiana frazione del comune di Muggia, in provincia di Trieste.
Si trova sul versante sud della valle delle Noghere, ove scorre il Rio Ospo, di fronte al Monte d'Oro.
A poche centinaia di metri da Vignano si trova l'area naturale protetta del Biotopo laghetti delle Noghere.

## Galleria d'immagini

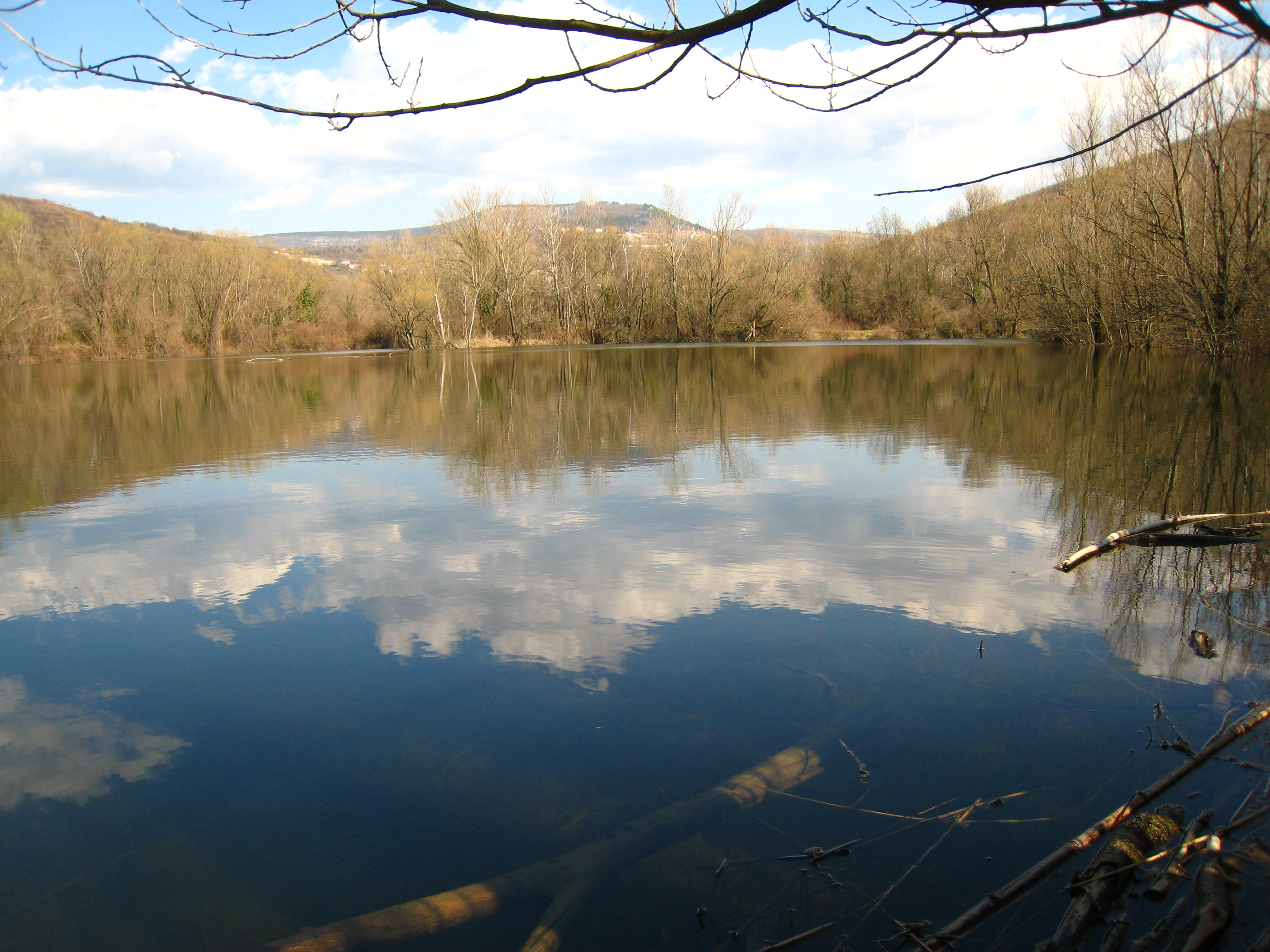
Uno dei laghetti delle Noghere
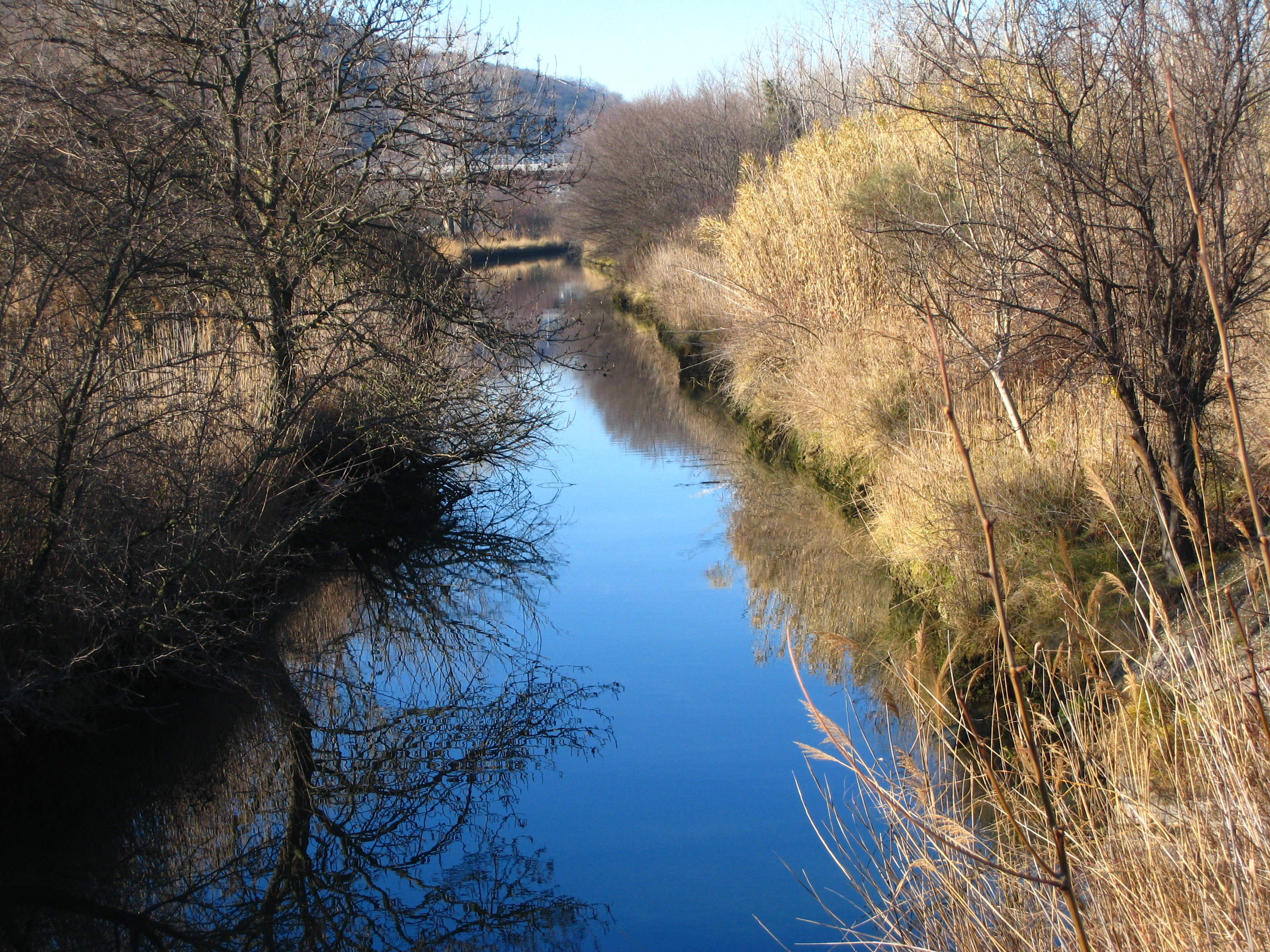
Il Rio Ospo nei pressi di Vignano
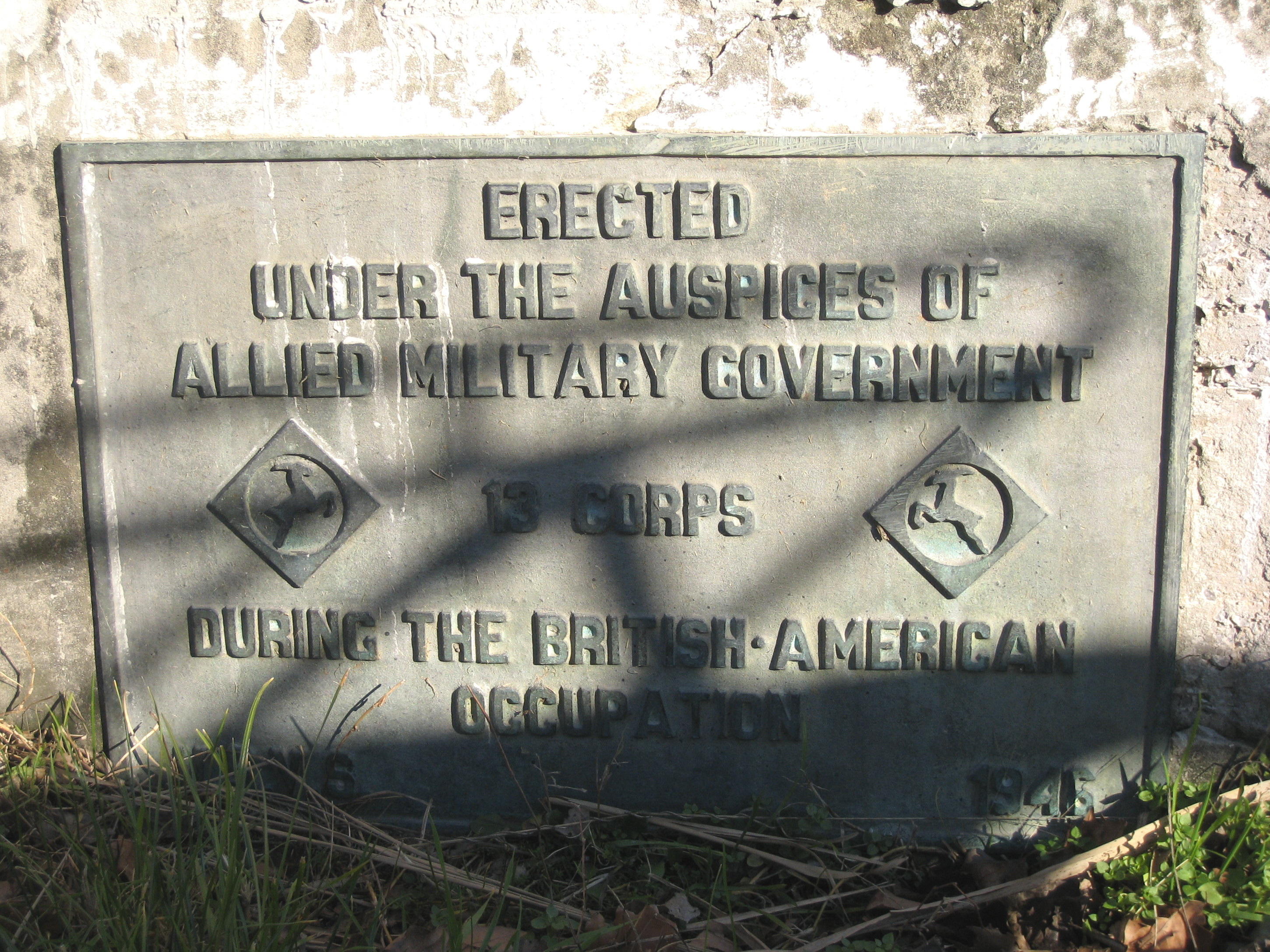
Targa sul ponticello sull'Ospo